# Henning Petri
Henning Petri (Petters, Pettersson), död 1702, var en svensk guldsmed.

## Biografi
Olle Källström framlade i en uppsats i Fornvännen 1943 uppgifter om guldsmeden Peder Hemmingsson, vars änka gifte om sig med guldsmeden Valentin Lennartsson Wefwer i Linköping. Peder Hemmingssons son, Heming Pettersson som 1656 var gesäll hos styvfadern, är troligen identisk med Henning Petri. Han var från 1657 verksam i Nyköping där han 1671 blev bisittare i guldsmedsskrået, 1681 ålderman där, en post han avsade sig 1694. Omkring 1680 blev rådman i Nyköping
Han var gift med Maria Christiansdotter och far till guldsmederna Petter Henning den äldre och Christian Henning. Hans produktion omfattar kyrkligt och profant silver med fat som har drivna figurscener, religiösa motiv, mytologiska motiv samt allegoriska och symboliska motiv ofta inlagda i landskapsbilder i en frodig barockstil. Petri finns representerad vid Nordiska museet, Statens historiska museum, Nationalmuseum i Stockholm, Sörmlands museum och Hallwylska museet. Därtill har han tillverkat en vinkanna för Nicolaikyrkan i Nyköping, en vinkanna för Allhelgonakyrkan i Nyköping, en oblatask från 1688 för Råby-Rönö kyrka, ett par ljusstakar från 1697 för Vadsbro kyrka, sockenbudstyg från 1695 för Halla kyrka, Södermanland, en oblatask från 1697 för Barva kyrka, en kanna från 1699 för Vårdinge kyrka, en dopskål för Tyresö kyrka, ett par ljusstakar för Västra Ny kyrka, oblataskar för Gamleby och Gladhammars kyrkor, oblatask i Bunkeflo kyrka i Skåne, ljusstakar för Dalby kyrka, Uppland, oblatask från 1701 för Harakers kyrka, oblatask från 1700 för Hamrånge kyrka, Ljustakar för Jakobs och Katarina kyrkor i Stockholm, ljusstakar från 1692 för Trefaldighetskyrkan i Gävle samt ljusstakar för Säters kyrka, Dalarna.

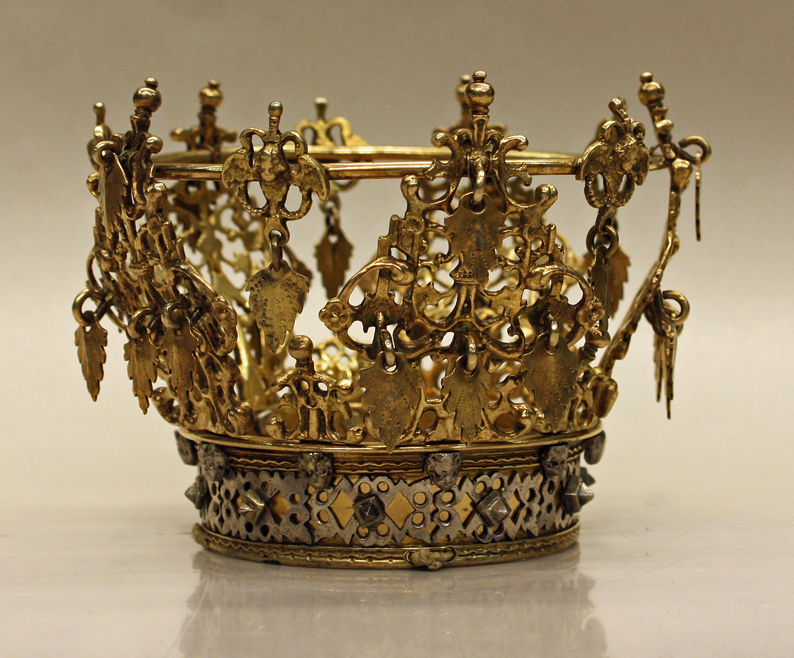
Brudkrona bevarad på Sörmlands museum, tillverkad av Henning Petri 1693.